# 野長瀬三摩地
野長瀬 三摩地（のながせ さまじ、1923年8月30日 - 1996年5月23日）は、日本のテレビ監督、脚本家。京都府京都市出身。別名：南川 竜、南川 龍。
父は大正画壇で活躍した野長瀬晩花。伯父はトピー工業創業者の一人である野長瀬忠男。

## 人物
野長瀬氏の末裔で、本名の三摩地は仏教用語のサマディー（三昧）にちなんで名付けられた。
幼少より父に連れられてよく映画を観に行き、映画制作の道を志す。
1946年に日本大学芸術学部映画学科を卒業し、東宝に入社。渡辺邦男、青柳信雄、本多猪四郎らの助監督を務め、主に杉江敏男監督作品に従事。黒澤明監督の『蜘蛛巣城』『どん底』（1957年）、『隠し砦の三悪人』（1958年）ではチーフ助監督を務めた。
1957年に、『生きものの記録』（1955年）のロケを行ったデパートに務めていた女性と結婚。仲人は稲垣浩。
映画界が斜陽の中では監督昇進の機会が回って来ず、1964年、逸早く映画界に見切りをつけ、東宝テレビ部に移り、テレビ監督に転身。メロドラマ『銀座立志伝』で監督デビュー。
東宝で偶然再会した円谷英二に誘われ、円谷プロダクションの『ウルトラQ』に監督として参加。以降は特撮番組に携わり『ウルトラマン』『ウルトラセブン』など、初期のウルトラシリーズでは多くのエピソードを監督する。また南川 竜（もしくは南川 龍）名義のペンネームで脚本も執筆している（中には自身が監督、または共同脚本）。
『ウルトラセブン』『マイティジャック』撮影中に親しい映画関係者から「このままでは、子供番組のレッテルを貼られてしまう」との忠告を受け、これに反発しながらも円谷プロダクションを離脱した。その後は東宝テレビ部へ復帰し、現代劇や時代劇を手掛けた。後年では『円盤戦争バンキッド』や『メガロマン』などの特撮作品にも参加したが、脚本の弱さを嘆いていたという。第2期ウルトラシリーズには不参加であったが『ウルトラマン80』に参加した。
1982年8月に東宝を退社。その後はフリーの監督として記録映画などを撮ったほか、母校である日本大学芸術学部の講師も務めた。90年代には体力の衰えなどから、映画撮影の現場を退いていた。
1995年末から歩行困難になり入院し、1996年5月23日に死去。72歳没。

## 作風
特撮
『ウルトラQ』では、円谷英二とともにどれだけ予算がかかろうとも良い物を作ろうという指針を掲げており、初参加となった第5話（制作14話）「ペギラが来た！」では大規模な南極セットを用いている。撮影の多くは予算を超過していたという。
特撮作品では、ドラマの中にも特撮を活かすことを心掛けていた。「ペギラが来た」では宙を舞う人物を撮るために回転するカメラの台座を作ったり、『ウルトラQ』第14話（制作15話）「東京氷河期」では少年が怪獣が踏んでへこんだ地面に落ちるギミックを設けるなど、撮りたいシーンのためには様々な工夫を凝らした。

演出・趣向
『ウルトラマン』初期では子役が中心となる作品を多く手がけた。子役のオーディションで怪獣映画の感想を聞くなど、子供の好みや怪獣映画のあり方を熱心に研究していたという。
ミステリー作品を愛好しており、『ウルトラQ』のラゴン、『ウルトラマン』のザラブ星人やダダ、『ウルトラセブン』のワイアール星人など、闇夜や霧の中を怪物が歩く描写や建物内で怪物に追い詰められる描写など怪奇イメージの演出も特徴である。
『マイティジャック』では『007』好きの面が出すぎてやり過ぎたと反省の弁を述べている。

脚本
脚本時のペンネームである「南川竜（南川龍）」は、飯島敏宏のペンネーム「千束北男」にあやかって「南」を用い、本名の「三摩地」が長いことから短い名前に憧れて一文字の名とした。
脚本執筆時は3、4日で仕上げることが多く、野長瀬は他の脚本家が執筆に時間がかかることに疑問を持っていたという。
脚本の共作時は、野長瀬が半分以上手を入れた場合に自身の名前をクレジットに加えていた。初めてクレジットされた『ウルトラQ』第20話（制作24話）「海底原人ラゴン」では、画にならないので直さざるを得なかったと述べている。

## エピソード
- 助監督時代に黒澤明から監督デビューを打診されたが、助監督が監督になる際は黒澤が脚本を執筆し編集も行うという黒澤組の決まりに反発して断り、黒澤組を離れている[2]。
- 野長瀬が東宝時代に助監督を務めた作品に多く出演していた俳優の小泉博は、野長瀬について明るくて元気な人物であったと証言している[11]。同じく東宝の俳優であった加藤茂雄は、野長瀬は女性の肩に手を置いて演出していたといい、俳優との交流がなかった梶田興治とは対照的なタイプであったことを述べている[12]。
- 『ウルトラQ』の第16話「ガラモンの逆襲」でセミ人間の人間態である遊星人Qを演じた義那道夫の起用は当時、新劇の役者をしていた義那を推薦したという。
- 『ウルトラマン』第7話「バラージの青い石」は、特技監督の的場徹が『奇巌城の冒険』のセットを使えないかと提案し、野長瀬が東宝と交渉し許可を得て、このセットを使用する前提で野長瀬が急ぎ脚本を執筆した[2]。
- 『ウルトラマン』第28話「人間標本5・6」の演出は、バルタン星人のオプチカル合成に感嘆した野長瀬が、オーバーラップ撮影でも宇宙人の怪奇性を表現できないかと挑戦したものである[2][3]。
- 『快獣ブースカ』最終話「さようならブースカ」では、大作とブースカの別れのストーリーを気に入って丁寧に撮影し、後に日本テレビ側から泣かせすぎだと苦言を呈されるが、野長瀬本人は自信作であると自負していた[2]。

## 監督作品
- 銀座立志伝（1965年）
- ウルトラシリーズ
  - ウルトラQ（1966年）[注釈 3]
  - ウルトラマン（1966年 - 1967年）[注釈 3]
  - ウルトラセブン（1967年 - 1968年）[注釈 3]
  - ウルトラマン80（1980年）[注釈 3]
- 太陽のあいつ（1967年）
- 快獣ブースカ（1967年）
- マイティジャック（1968年）
- 37階の男（1968年）
- 女の絶唱（1969年）
- 鬼平犯科帳（1970年、1972年）
- 愛染椿（1972年）
- 氷点（1971年）
- 五番町夕霧楼（1974年）
- 円盤戦争バンキッド（1976年 - 1977年）
- 炎の超人メガロマン（1979年）

## 助監督作品
- 佐々木小次郎（1950年）
- 伊豆物語（1951年）[注釈 4]
- 午前零時（1953年）
- サラリーマンの歌（1953年）
- 生きものの記録（1955年）
- 天下泰平（1955年）
- 制服の乙女たち（1955年）
- 吸血蛾（1956年）
- 蜘蛛巣城（1957年）
- 次郎長意外伝 灰神楽の三太郎（1957年）
- 「元禄忠臣蔵 大石最後の一日」より 琴の爪（1957年）
- どん底（1957年）
- ジャズ娘に栄光あれ（1958年）
- 東京の休日（1958年）
- 隠し砦の三悪人（1958年）
- 新・三等重役 当るも八卦の巻（1960年）
- 夜の流れ（1960年）
- 秋立ちぬ（1960年）
- モスラ（1961年）
- 真紅の男（1962年）
- 銀座の若大将（1962年）
- 社長シリーズ
  - 社長洋行記（1962年）
  - 続・社長洋行記（1962年）
  - 社長漫遊記（1963年）
  - 続・社長漫遊記（1963年）
- クレージー映画
  - 日本一の色男（1963年）
  - 香港クレージー作戦（1963年）
  - 無責任遊侠伝（1964年）